# فريدريك كيبينغ
فريدريك كيبينغ (بالإنجليزية: Frederick Keeping)‏ كان دراج إنجليزي في صنف سباق الدراجات على الطريق. سبق أن شارك في دورة الألعاب الأولمبية الصيفية وفاز بميدالية أولمبية.

## الميداليات
| الميدالية | المسابقة                 |
| --------- | ------------------------ |
| فضية      | ألعاب أولمبية صيفية 1896 |

## روابط خارجية
- فريدريك كيبينغ على موقع اللجنة الأولمبية الدولية (الإنجليزية)
- فريدريك كيبينغ على موقع أوليمبيديا (الإنجليزية)
- فريدريك كيبينغ على موقع اللجنة الأولمبية البريطانية (الإنجليزية)